# Jalaa Sporting Club
Il  Jalaa Sporting Club (in arabo نادي الوحدة الرياضي‎?) è una società professionista di basket con sede nella città di Aleppo in Siria. I colori sociali della società sono il blu ed il bianco, la squadra compete nella massima categoria nazionale, la Syrian Basketball League.È noto per essere uno dei pilastri di questo sport non solo nella città di Aleppo, ma in tutta la Siria.

## Storia
Il Jeunesse Sportivo Alep (Shabibeh), che più tardi sarà conosciuto il nome di Jalaa Sporting Club, venne fondato nel 1949, con il nome di Club Cattolico Giovanili, nel distretto di Al-Aziziyah di Aleppo. La squadra ha preso parte alla Syrian Basketball League fin dalla sua stagione inaugurale, riuscendo a vincere il campionato nazionale per 23 anni consecutivi dal 1956 al 1979.[4] In questo periodo hanno anche vinto 9 edizioni della Syrian Basketball Cup.
Il Jalaa è stato invitato in ben 6 occasioni a prendere parte alla FIBA European Champions Cup, compresa l'edizione inaugurale del 1958,in cui venne eliminata al secondo turno dalla squadra della Bulgaria del Akademik Sofia; le altre apparizioni nella massima competizione europea arrivarono nella stagione 1970–71 dove eliminata al primo turno, nuovamente dall'Akademik Sofia, in quelle 1971–72 e 1972–73 in cui però si ritirò dalla competizione, in quella 1975–76 che li vide sconfitti al primo turno dai polacchi del Resovia Rzeszów e l'ultima volta nella stagione 1978–79 in cui concluse all'ultimo posto, con zero vittorie, la fase a gironi .  Tuttavia, il Jalaa non è mai riuscito a ottenere una singola vittoria in tutte le partite della competizione in cui è scesa in campo in quegli anni.
Nel 1978 la squadra si aggiudica la vittoria della prima edizione dell'Arab Club Basketball Championship, battendo in finale la squadra della Giordania dell'Orthodox per 84-71. Grazie a questa vittoria, la prima ed unica del club in una competizione internazionale, il Jalaa divenne la prima squadra della Siria a vincere un torneo per club internazionale di basket.
Dopo la vittoria del titolo nazionale nella stagione 1978-1979, la squadra perse la sua posizione di dominio nella Syrian Basketball League a favore dei rivali cittadini dell'Al Ittihad Aleppo, che si impose come nuovo club di basket dominante del paese fino alla fine degli anni '90 .
Nel 2005, dopo un lungo periodo fatto di risultati mediocri, la squadra tornò ai vertici del basket in Siria ottenendo la vittoria della Syrian Basketball Cup; inoltre tornò alle finali della Syrian Basketball League, uscendo però sconfitto nel derby contro l'Al Ittihad Aleppo. I risultati ottenuti permisero alla squadra di qualificarsi per la FIBA Asia Champions Cup 2006, dove raggiunse la finale, per la prima volta nella loro storia, ma anche in questa occasione la squadra perse contro il Fastlink Club.
Nella stagione 2006-2007, il club riuscì ad ottenere nuovamente, dopo un'attesa durata ben vent'otto anni, la vittoria nella Syrian Basketball League, battendo nelle finali i rivali dell'Al Ittihad Aleppo; nella stessa stagione la squadra si aggiudicò anche la vittoria della Syrian Basketball Cup, completando il double nazionale. In campo internazionale, la stagione invece non fu altrettanto fortunata; la squadra guidata in panchina da Sherif Azma raggiunse sia la finale della WABA Champions Cup sia, per il secondo anno consecutivo, la finale della FIBA Asia Champions Cup, ma in entrambe le occasioni uscì sconfitta per mano del Saba Battery Tehran, nella prima occasioni per 79-82, e nella seconda per 75-83.

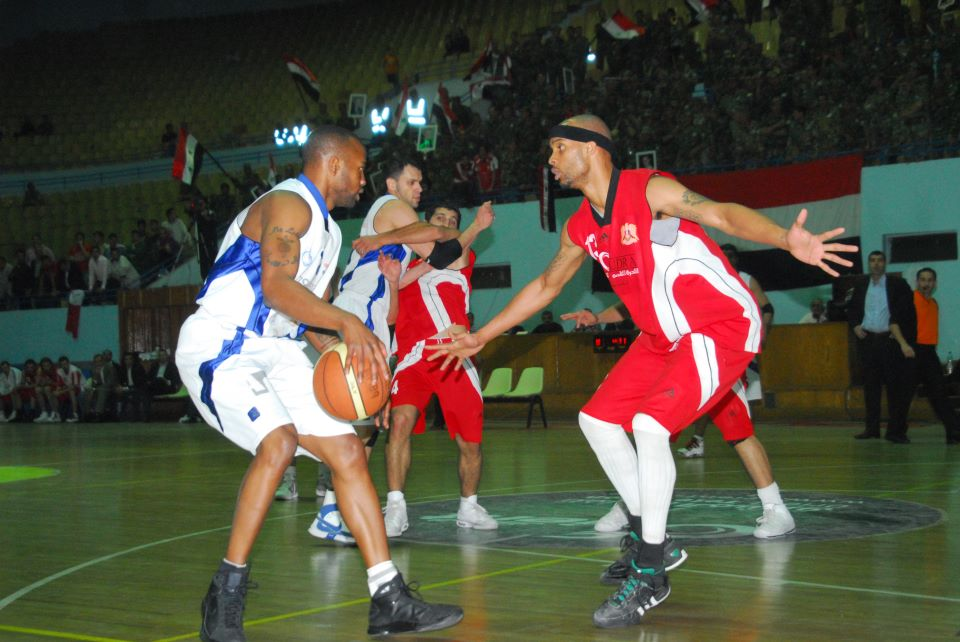
Un'azione di gioco tra Jalaa e Al-Jaish durante la stagione 2007-2008

Nelle stagioni 2007-2008 e 2008-2009, il club è riuscito a vincere entrambe le competizioni nazionali (Syrian Basketball League e Syrian Basketball Cup), consolidando nuovamente il Jalaa come uno dei migliori club di basket del paese.
Nella stagione 2009-2010, dopo aver conclucso al secondo posto la Syrian Basketball League il CJS ha preso parte alla WABA Champions Cup 2010 , e solo una sconfitta per 79 a 125 contro la squadra dell'Iran del Mahram Tehran ha impedito al Jalaa di vincere la competizione. Come finalisti della competizioni, hanno ottenuto la qualificazione per la FIBA Asia Champions Cup 2010, dove, dopo aver superato la fase a gironi, hanno concluso al 6 ° posto finale dopo una sconfitta nei quarti di finale nuovamente contro il Mahram Tehran.
Nella stagione 2010-2011, sono diventati, nuovamente, campioni della SBL dopo la vittoria nella serie finale sull'Al-Jaish Damasco; ottenendo in questa maniera la qualificazione per la WABA Champions Cup. Nella fase a gironi del torneo, hanno sconfitto il Al-Riyadi Beirut, il Zob Ahan Esfahan, l'Al-Riyadi Amman ed Al-Ahli Sanaa e sono passati ai quarti di finale, in cui hanno sconfitto l'ASU Sports Club in entrambe le partite, prima di superare nuovamente il Zob Ahan Esfahan in semifinale. Nella serie finale della WABA Champions Cup 2011 il Jalaa si è però dovuto arrendere al Al-Riyadi Beirut, dopo aver perso nella partita decisiva per 77-85.
Nella stagione 2011-2012, dopo aver vinto il derby nella serie finale contro l'Al Ittihad Aleppo, il Jalaa ha conquistato il suo ultimo titolo nella SBL. Dopo lo scoppio della Guerra Civile siriana e della battaglia di Aleppo nel 2012, l'esistenza del club è stata minacciata dalla forza distruttiva della guerra. Tuttavia il club riuscì a sopravvivere e dopo la fine della guerra ad Aleppo riprese le sue attività sportive.
Il Jalaa ha ottenuto il suo primo grande successo, dopo molto tempo, nella stagione 2021, quando è riuscito a battere l'Al-Jaish Damasco nella finale della Coppa di Siria, aggiudicandosi così per la quattordicesima volta il trofeo nella sua storia.

## Rivalità
La principale rivalità vissuta dai tifosi del Jalaa è quella con i concittadini dell'Al Ittihad Aleppo; le due squadre si affrontano nel cosiddetto El Clasico di Aleppo, una delle partite più sentite ed attese da parte dei sostenitori delle due squadre.

## Palmarès

### Titoli nazionali
- Syrian Basketball League
  - Campione (29): 1957, 1958, 1959, 1960, 1961, 1962, 1963, 1964, 1965, 1966, 1967, 1968, 1969, 1970, 1971, 1972, 1973, 1974, 1975, 1976, 1977, 1978, 1979, 2007, 2009, 2011, 2012
- Syrian Basketball Cup
  - Campione (14):  2005, 2006, 2007, 2009, 2021

### Titoli internazionali
- Arab Club Basketball Championship
  - Campione (1): 1978

## Organico

### Roster 2023-2024
Il roster per la stagione 2023-2024 
|    | Naz.                   | Ruolo | Sportivo          | Anno | Alt. | Peso |  |
| -- | ---------------------- | ----- | ----------------- | ---- | ---- | ---- |  |
| 4  | Siria (bandiera)       | PG    | George Dolmeah    |      |      |      |  |
| 5  | Siria (bandiera)       | G     | George Nano       |      |      |      |  |
| 6  | Siria (bandiera)       | G     | Elias Azrieh      | 2002 | 185  | 80   |  |
| 7  | Siria (bandiera)       | C     | Kamel Abdullalah  |      |      |      |  |
| 9  | Siria (bandiera)       | G     | George Sabbagh    | 2001 | 181  | 77   |  |
| 10 | Siria (bandiera)       | AG    | Seboeh Kharadjian |      |      |      |  |
| 11 | Siria (bandiera)       | AG    | Jean Klze         |      |      |      |  |
| 12 | Armenia (bandiera)     | AP    | Mahran Nerses     | 1996 | 190  | 84   |  |
| 14 | Siria (bandiera)       | AG    | Yamen Haidar      | 1989 | 193  | 94   |  |
| 15 | Siria (bandiera)       | C     | Wissam Yaqqub     | 1982 | 212  | 105  |  |
| 34 | Siria (bandiera)       | G     | Sharbel Mobeiad   |      |      |      |  |
| 77 | Siria (bandiera)       | AP    | Rafayel Dolmayeh  |      |      |      |  |
|    | Stati Uniti (bandiera) | G     | Stanley Davis Jr. | 1998 | 196  | 93   |  |
|    | Stati Uniti (bandiera) | G     | Eric Pierce       | 1999 | 198  | 87   |  |
|    | Serbia (bandiera)      | AG    | Dusan Hukic       | 1993 | 210  | 100  |  |

### Staff tecnico
| Ruolo           | Nome          |
| --------------- | ------------- |
| Capo Allenatore | Aboud Shakour |